# الصحراء الزرقاء
الصحراء الزرقاء وتعرف أيضاً بـ«الوادي الأزرق»، هي منطقة صخور وتكوينات صخرية قام فنان بلجيكي يدعى جان فيرامي بطلائها باللون الأزرق عام 1980 تخليداً لذكرى معاهدة السلام بين مصر وإسرائيل التي عُقدت في كامب ديفيد عام 1979، وتقع على بعد بضعة كيلومترات من جنوب غرب دير سانت كاترين بجنوب سيناء، وتبلغ مساحتها 14 كيلومتراً مربعاً.
استلهم جان فيرامي عمله الإبداعي من لوحات الفضاء الشهيرة وقام بالتنفيذ بعد موافقة الرئيس السادات واستخدم فيها 10 أطنان من الطلاء، وتعتبر من إحدى معالم منطقة سانت كاترين ومن المناطق التي يجوبها السياح، وبالرغم من تباهت اللون نتيجة مرور السنوات إلا أنها لا تزال محتفظة بطلائها الأزرق حتى الآن.

## تاريخها

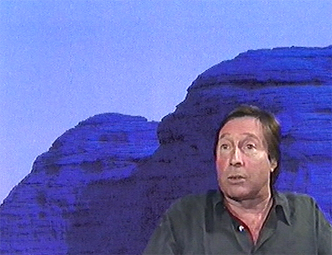
صورة للفنان البلجيكي جيان فيرامي عام 1995

واشتهر جان فيرامي وهو رسام بلجيكي ولد عام 1939 بتلوين الصخور، كانت أول زيارة له لسيناء عام 1978، استلهم فكرة هذا العمل من أغنية "Don't it Make Your Brown Eyes Blue"، وعقد توقيع اتفاقية كامب ديفيد عام 1979 سعى لإقناع السلطات المصرية بطلاء المنطقة باللون الأزرق الذي يرمز إلى السلام، وبعدها بعام وافق الرئيس المصري أنور السادات ومنحه الموافقة الرسمية، وبعدها نزل فيرامي ومعه حوالي 10 أطنان من الطلاء مهداة من منظمة الأمم المتحدة ليزين الصخور باللون الأزرق لتبدو وكأنها منظر طبيعي.
قام بتنفيذ عمله خلال عام على امتداد 6.5 كم من الصخور وبأرتفاع يصل إلى 9 أمتار، وتم طلاء كل الصخور باللون الكحلي الفاتح والتي تحولت مع مر السنين إلى لون أزرق فاتح.

## موقعها
تقع على امتداد الطريق بين سانت كاترين ودهب، في منطقة تعرف باسم «هضبة حلاوي» بين دائرة عرض 28.588742° وخط طول 34.062681°.

## أماكن أخرى
بعد مرور 4 سنوات من تنفيذه المشروع في سيناء قام بإعادة تنفيذ الفكرة في المغرب بعد أن حصل على موافقة الملك الحسن الثاني، وقام بتنفيذ الفكرة على منطقة جبلية بالقرب من تافراوت، واستعان فيها بفريق من رجال الإطفاء واستخدم نحو 18 طن من الطلاء، واستخدم ألوان: الأزرق والأحمر والبنفسجي والأبيض.
تم تنفيذ العمل خلال 3 شهور، وقام فيها بطلاء مرتفعات من الصخور الجرانيتية في منطقة جبال «الأطلس الصغير»، وأطلق عليها اسم «الصخور الزرقاء».

## معرض صور

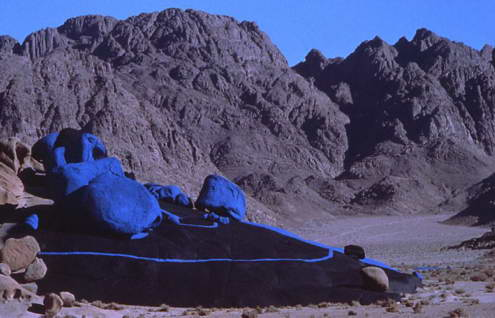
صورة لإحدى المواقع من الصحراء الزرقاء
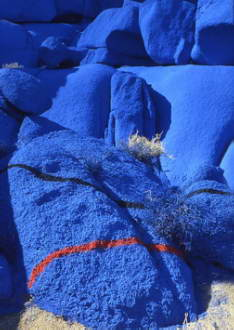
صورة لإحدى الصخور المنقوشة
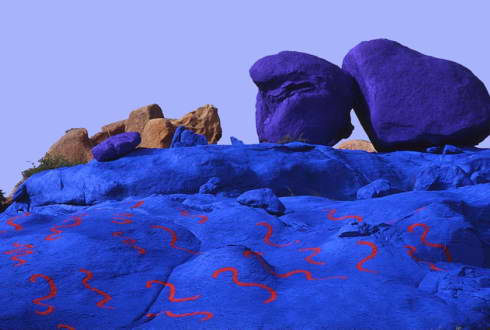
صورة من العمل المنفذ في المغرب